# Манетован (Онтарио)
Манетован (енгл. Magnetawan) је општина у Канади у покрајини Онтарио. Према резултатима пописа 2011. у општини је живело 1.454 становника.

## Становништво
Према резултатима пописа становништва из 2011. у граду је живело 1.454 становника, што је за 9,7% мање у односу на попис из 2006. када је регистровано 1.610 житеља.
| 2006. | 2011. |
| ----- | ----- |
| 1.610 | 1.454 |